# Смолярі
Смолярі́ — село в Україні, у Старовижівській селищній громаді Ковельського району Волинської області. Населення становить 1028 осіб.

## Географія
Село Смолярі розташоване у північно-західній частині Старовижівської громади за 12 км від центру громади — Старої Вижівки. Має автобусне сполучення з м. Ковелем, Луцьком і Старою Вижвою. Межує з такими селами: Стара Гута, Галина Воля, Залюття, Кримне, Любохини,  селищем Стара Вижівка. Площа села Смолярі — 436,7. Населення — 1040 чоловік. Всього 276 дворів і 36 хат — пусток.

## Історія
За переказами людей, які підтверджує Крук Петро Савич, село Смолярі виникло на початку XVII століття.  Археологічні пам'ятки доводять, що на даній території жили люди у ранньому і пізньому палеоліті, тобто давньої кам'яної доби і неоліту — нової кам'яної доби. Доказом цього є кам'яні знаряддя праці. Знайдені скребачки і кам'яна сокира — свідчення того, що осіло люди спочатку не жили, а жили кочуючи і займалися скотарством, мисливством, рибальством.
На даній території росло багато дрімучих лісів, в них знаходилась сировина  для виготовлення смоли. Спочатку люди з навколишніх пунктів прибували копати пні, різали хвойні дерева і з цього топили смолу. Людям стало невигідно їздити в далекі дороги на роботу і вони почали будувати курні хатки і переходити на постійне місце проживання, а згодом появились і дерев'яні будівлі. Першими жителями села Смолярі були Крук Семен Захарович і Галян Давид Вакулович, які переселились з села Краска. Із легенд відомо, що на території села жив багатий пан, який збудував тут смоловарню. Із сусіднього села він виселяв своїх кріпаків і наказував селитися поблизу смільні. Цей хутір назвали Новосілки, який є тепер частиною села. Через те, що головним ремеслом людей було виробництво смоли, звідси пішла назва урочища — Смільня, а згодом села — Смолярі.
До 11 липня 2018 року село належало до Галиновільської сільської ради.

## Сьогодення
У селі є храм, загальноосвітня школа І-ІІІ ступеня, бібліотека, медпункт, клуб, заклади торгівлі. Відродження села триває. Крім православних християн, на парафії проживають християни-баптисти, які становлять 30 % усього населення.

## Населення
Згідно з переписом УРСР 1989 року чисельність наявного населення села становила 1077 осіб, з яких 521 чоловік та 556 жінок.
За переписом населення України 2001 року в селі мешкало 1028 осіб. 100 % населення вказало своєю рідною мовою українську мову.

## Люди
В селі Новосілках, що нині у складі Смолярів, народився Ариванюк Іван Іванович (нар. 1948) — майстер декоративного мистецтва.